# 安藤裕康 (外交官)
安藤 裕康（あんどう ひろやす、1944年（昭和19年）11月22日 - ）は、日本の外交官。
外務省中東アフリカ局局長、イタリア駐箚特命全権大使、独立行政法人国際交流基金理事長などを歴任した。

## 来歴

### 生い立ち
1944年生まれ。神奈川県箱根町出身、県立小田原高校を卒業。大学時代にサンケイスカラシップで米国に一年間留学
1969年（昭和44年）8月に外務公務員上級試験に合格し、1970年（昭和45年）東京大学文学部卒業、外務省に入省した。

### 外交官として

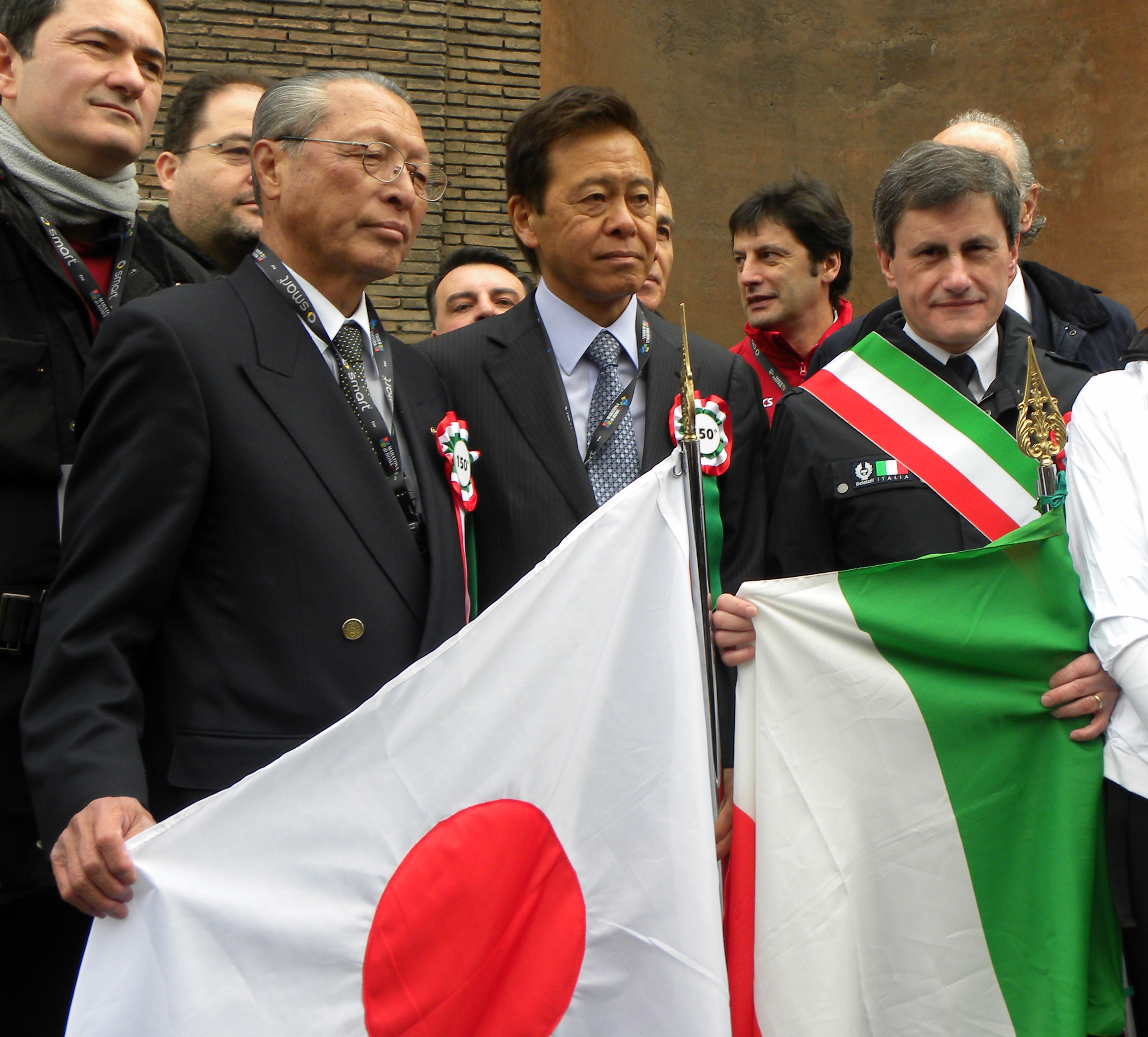
2011年3月20日、ローマ市長ジャンニ・アレマンノ（右）と

外務省本省にてアジア局南東アジア第二課長、大臣官房在外公館課長、大臣官房外務参事官、大臣官房審議官などを歴任した。2002年には、中東アフリカ局長に就任した。
在外公館では、在フィリピン大使館、在連合王国大使館参事官、在アメリカ合衆国大使館公使、在アメリカ合衆国大使館特命全権公使などを務めた。2003年には、ニューヨーク総領事に就任した。
また、他省庁においては内閣官房での勤務経験を持ち、橋本政権下で内閣総理大臣秘書官を務め、小泉政権下で内閣官房副長官補を務めた。
2008年、イタリア駐箚特命全権大使に就任した。2009年、ローマで開催された先進7か国財務大臣・中央銀行総裁会議に出席した中川昭一が「朦朧会見」を引き起こした直後、バチカン美術館でもトラブルを起こしているが、この時にバチカン駐箚特命全権大使の上野景文、財務省国際局局長の玉木林太郎らとともに随行していた。
2011年にイタリア駐箚特命全権大使を退任し、後任にはロシア連邦駐箚特命全権大使を務めていた河野雅治が就いた。同年10月1日付で、国際交流基金の理事長に就任した。

## 略歴

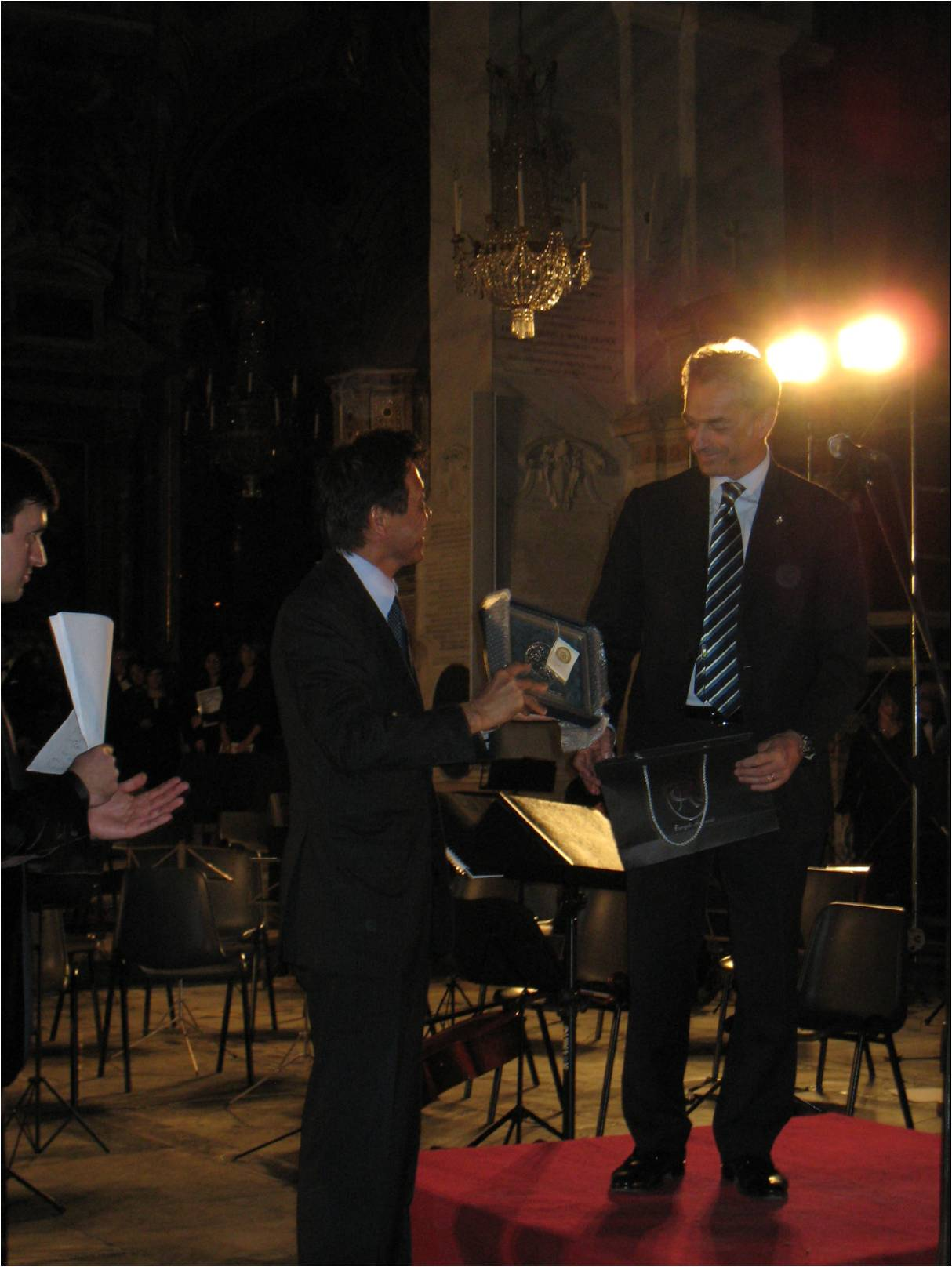
2011年4月6日、アブルッツォ州議会議長ナザリオ・パガーノ（右）と

- 1986年（昭和61年）7月 アジア局南東アジア第二課長
- 1988年（昭和63年）8月 駐イギリス日本国大使館参事官
- 1992年（平成4年）3月 大臣官房在外公館課長
- 1994年（平成6年）2月 大臣官房外務参事官兼経済局
- 1995年（平成7年）8月 大臣官房審議官兼経済局
- 1996年（平成8年）1月 内閣総理大臣秘書官
- 1998年（平成10年）7月 外務事務官、大臣官房審議官兼アジア局
- 1999年（平成11年）7月 在アメリカ合衆国日本国大使館公使
- 2000年（平成12年）11月 在アメリカ合衆国日本国大使館在勤
- 2002年（平成14年）3月 外務事務官、中東アフリカ局長
- 2003年（平成15年）8月 ニューヨーク総領事（大使）
- 2006年内閣官房副長官補（外政担当）を経て
- 2008年（平成20年）10月、駐イタリア大使[9]。
- 2011年（平成23年）10月 独立行政法人国際交流基金理事長に就任。
- 2019年（令和元年）7月 東京国際映画祭チェアマンに就任[10]。
- 2021年（令和3年）4月 瑞宝重光章受章[11][12]。

## 同期
- 西田恒夫（10年国連大使・07年駐カナダ大使・05年外務審議官（政務担当））
- 原聰（08年関西担当大使・05年駐ポルトガル大使・01年駐ブルネイ大使）
- 上野景文（杏林大学客員教授・06年駐バチカン大使・01年駐グアテマラ大使）
- 大木正充（07年駐アゼルバイジャン兼グルジア大使・04年駐クウェート大使・駐イエメン大使）
- 小溝泰義（13年広島平和文化センター理事長・10年駐クウェート大使）
- 夏井重雄（08年駐カザフスタン大使）
- 河東哲夫（02年駐ウズベキスタン大使）
- 駒野欽一（10年駐イラン大使・06年駐エチオピア兼ジブチ大使・02年駐アフガニスタン大使）
- 石榑利光（11年駐スロベニア大使）
- 城守茂美（13年駐スロベニア大使）
- 柴崎二郎（10年駐ニカラグア大使）